# La Chapelle-en-Serval
La Chapelle-en-Serval ist eine französische Gemeinde mit 3.109 Einwohnern (Stand: 1. Januar 2022) im Département Oise in der Region Hauts-de-France. Sie gehört zum Arrondissement Senlis und zum Kanton Senlis. Die Einwohner werden Capellois genannt.

## Geographie
Die Gemeinde La Chapelle-en-Serval liegt im Regionalen Naturpark Oise-Pays de France an der Grenze zum Département Val-d’Oise an den Ausläufern des Waldes von Chantilly. Umgeben wird La Chapelle-en-Serval von den Nachbargemeinden Pontarmé im Norden und Nordosten, Plailly im Osten und Südosten, Survilliers und Fosses im Süden, Luzarches im Südwesten und Westen sowie Orry-la-Ville im Westen und Nordwesten.
Durch die Gemeinde führt die frühere Route nationale 17 (heutige D 1017). Der Bahnhof von La Chapelle-en-Serval liegt an der Bahnstrecke Paris–Lille.

## Bevölkerungsentwicklung
| Jahr                       | 1962 | 1968 | 1975 | 1982 | 1990 | 1999 | 2006 | 2012 | 2021 |
| -------------------------- | ---- | ---- | ---- | ---- | ---- | ---- | ---- | ---- | ---- |
| Einwohner                  | 848  | 896  | 812  | 1385 | 2185 | 2462 | 2554 | 2946 | 3120 |
| Quellen: Cassini und INSEE |      |      |      |      |      |      |      |      |      |

## Sehenswürdigkeiten
- Trinitätskirche, in der ersten Hälfte des 16. Jahrhunderts errichtet, anstelle der im Hundertjährigen Krieg zerstörten Kirche gebaut, Monument historique seit 1949
- Rathaus, 1867 als Villa Solitude errichtet, seit 1977 als Rathaus genutzt
- Hôtel Saint-Georges, Teil der früheren Domäne von La Chapelle, im 12. bis 14. Jahrhundert errichtet, 1900 restauriert
- Hôtel Le Mouton, frühere Poststation aus dem Jahre 1774
- Schloss La Chapelle-en-Serval, von 1620 bis 1630 errichtet, Anfang des 20. Jahrhunderts weitgehend durch Neubauten ersetzt
- Schloss Mont-Royal, von 1907 bis 1911 im Stile Ludwigs XVI. errichtet, heute Luxushotel
- Wasserturm

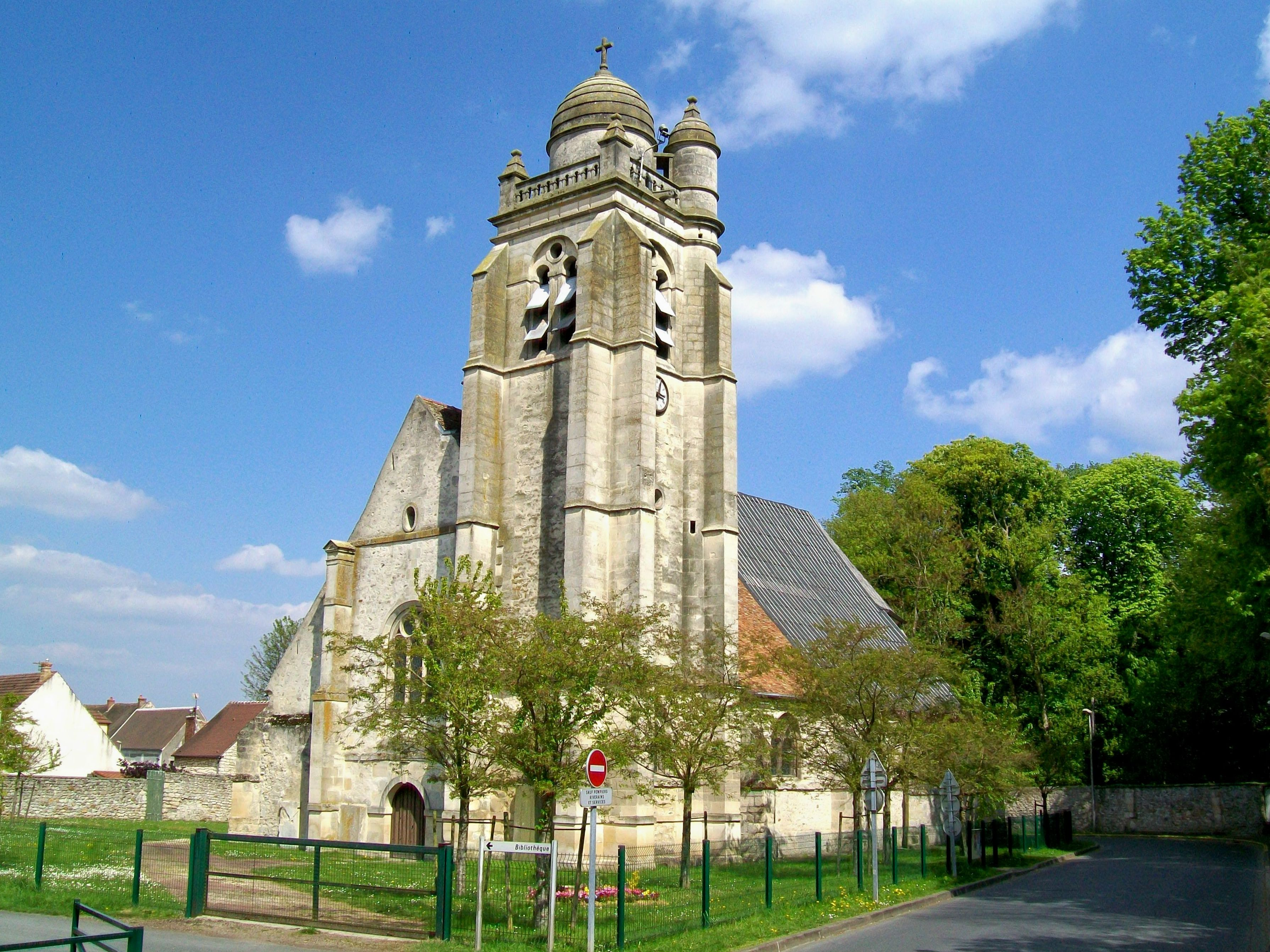
Trinitätskirche
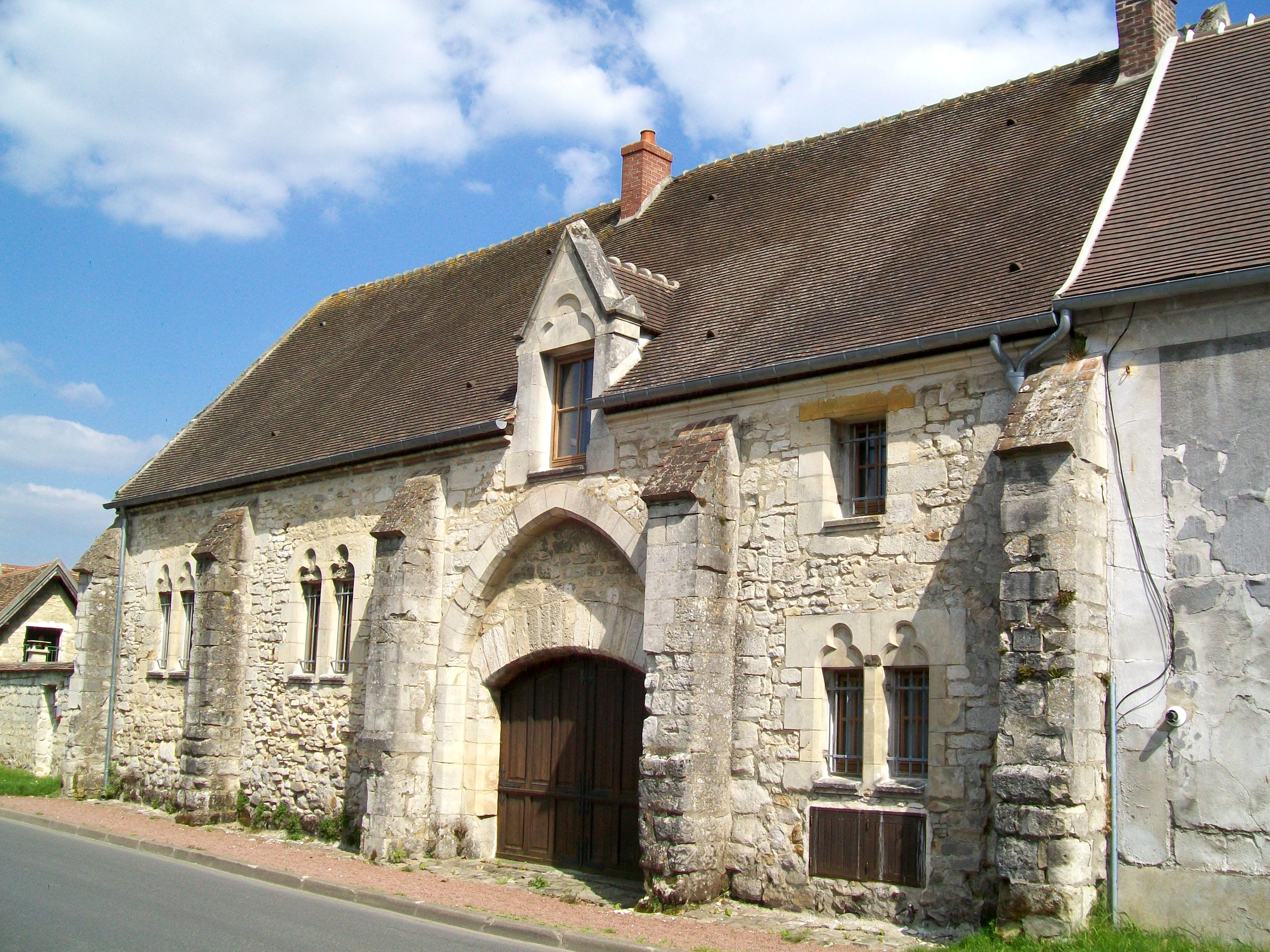
Hôtel Saint-Georges
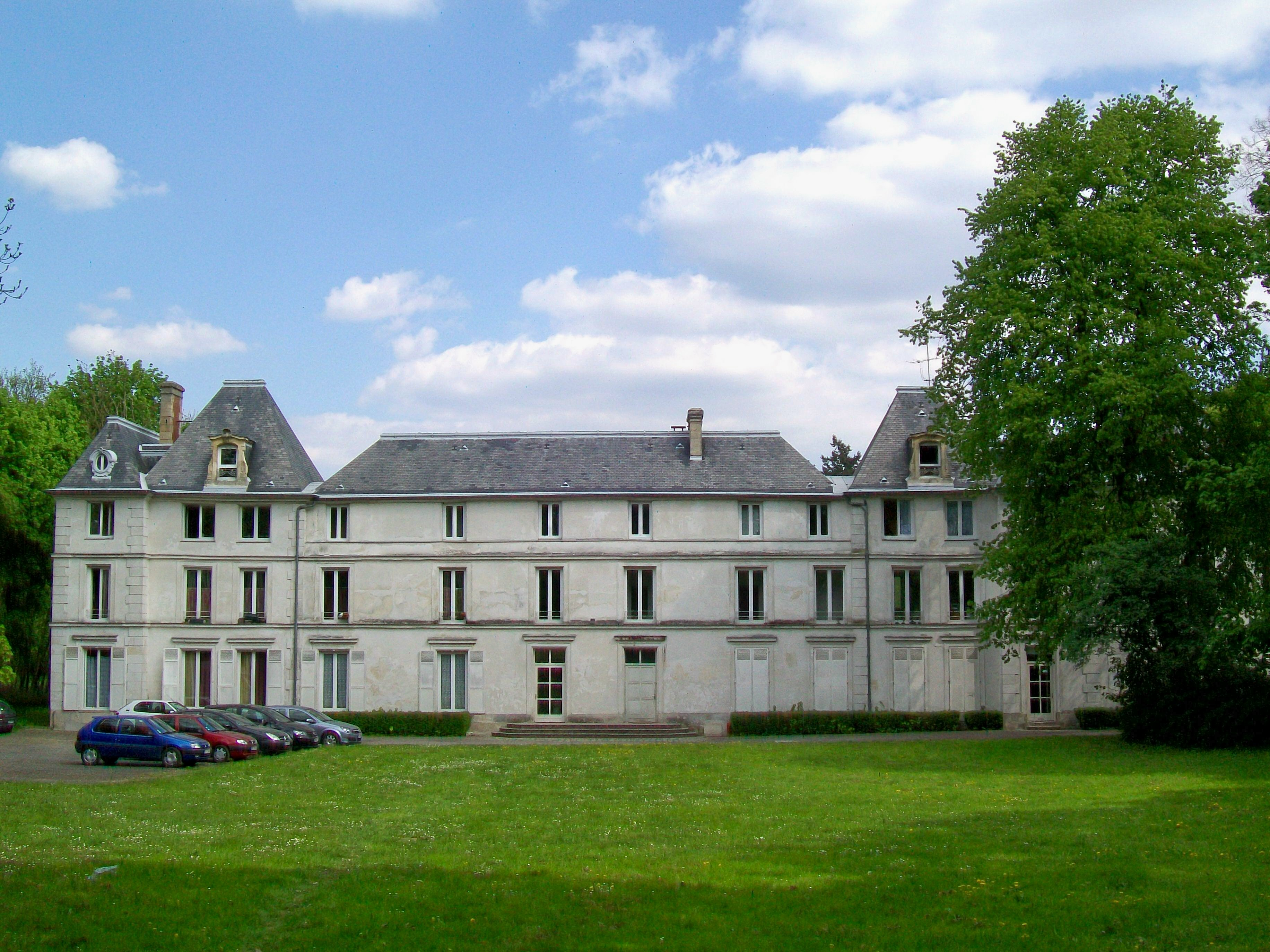
Schloss La Chapelle-en-Serval
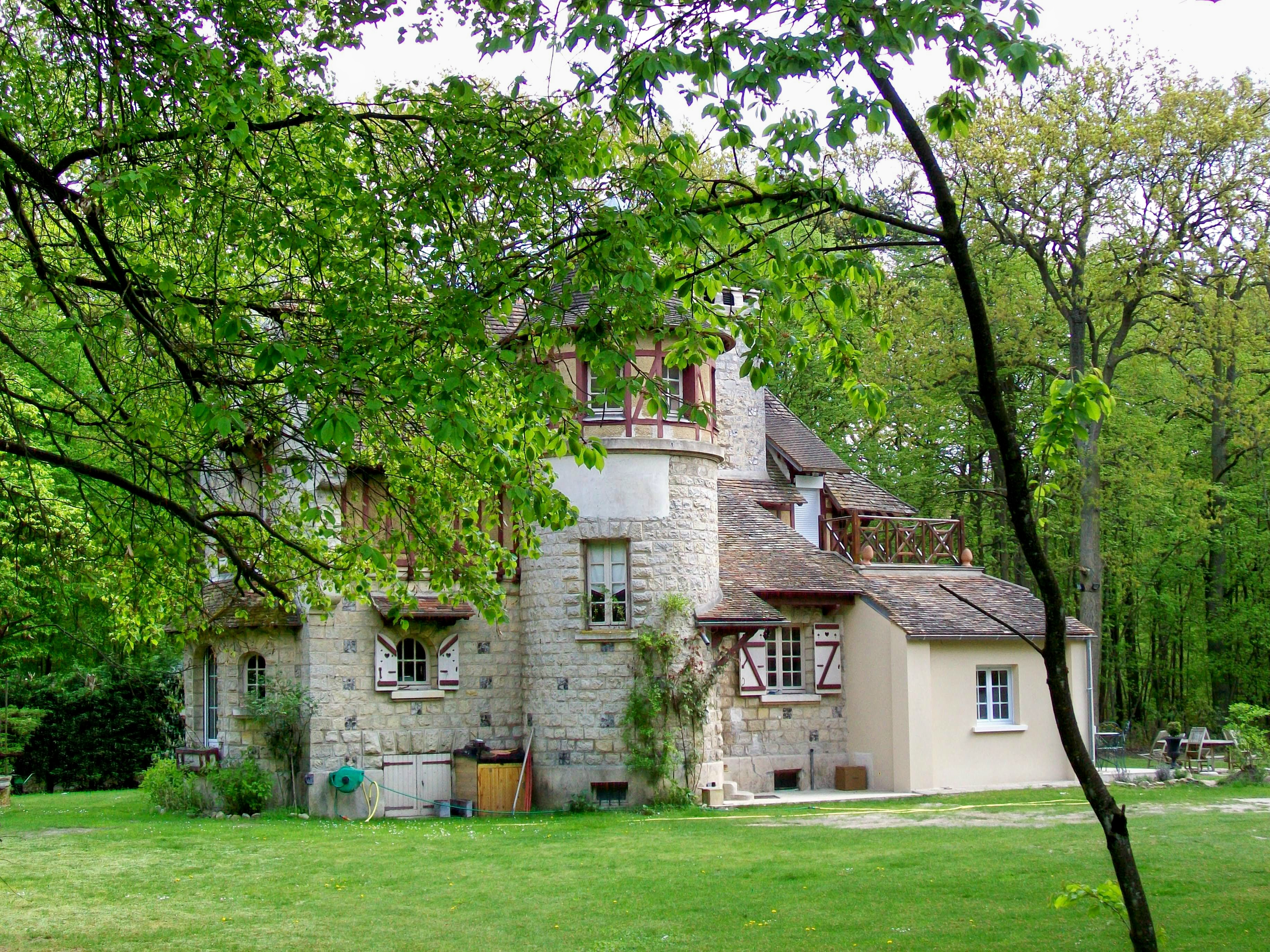
Wachhaius des Schlosses Mont-Royal

## Städtepartnerschaft
La Chapelle-en-Serval pflegt seit 2016 eine Partnerschaft mit dem unterfränkischen Markt Schwarzach am Main.